# Platycerus delicatulus unzendakensis
Platycerus delicatulus unzendakensis es una subespecie de coleóptero de la familia Lucanidae.

## Distribución geográfica
Habita en Japón.